# Megateg elegans
Megateg elegans är en spindelart som beskrevs av Raven och Kylie S. Stumkat 2005. Megateg elegans ingår i släktet Megateg och familjen Zoropsidae.
Artens utbredningsområde är Queensland. Inga underarter finns listade i Catalogue of Life.